# フィーバーラッキーマジック
フィーバーラッキーマジックは、2000年4月に大同(現:ビスティ)が発売した、大当たり図柄が描かれるカードが縦横無尽に動くパチンコ機のシリーズ名。
フィーバーラッキーマジックの1機種がある。

## 概要
液晶型のデジパチ。演出面ではマジックがモチーフとなっており、時短搭載の現金機として発売された。

時短回数は大当たり図柄ごとに決められている。4•9図柄の時短回数は4回と極端に少ないが、それ以外の図柄の時短回数は多く、14種類ある大当たり図柄のいずれが揃っても時短には突入する仕様である。

演出面で登場するのが「Mr.デール」と女の子マジシャンの「リーちゃん」である。この二人が様々なリーチアクションで活躍する。

## スペック
- フィーバーラッキーマジック
  - 賞球数 5&13
  - 大当たり最高継続 16R
  - 大当たり確率 1/223
  - 時短回数
    - 3•7•JOKER図柄 200回
    - A•2•5•6•8•10•J•Q•K図柄 140回
    - 4•9図柄 4回

## 図柄
- A
- 2
- 3
- 4
- 5
- 6
- 7
- 8
- 9
- 10
- J
- Q
- K
- JOKER

## 演出
リーチ予告演出は3種類あり、「万国旗予告」と「マジカルラビット予告」と「ジャンボハンド予告」がある。

デジタルが回転したらいずれかの予告アクションが発生することがあり、図柄テンパイ後にリーチアクションへと移行する。

万国旗予告かマジカルラビット予告が発生したら必ずリーチになる。

リーチアクションは、ノーマルリーチ以外に「シャッフルリーチ」、「魔法のハンカチリーチ」、「透視リーチ」、「ハイパーマジックリーチ」がある。

ノーマルリーチからの発展形でいずれかのスーパーリーチに移行することがあるが、シャッフルリーチは万国旗予告からのみ発展する演出で、右出目がプラス1コマずれでハズれた時に必ず発展し、ノーマルリーチからは発展しない。

ハイパーマジックリーチは中出目がJOKERでハズれた時に発展する可能性があり、発生した時点で大当たりが確定する鉄板演出である。

看板が大当たりになるものと、Mr.デールが逞しい体になるものもあり、これらはハイパーマジックリーチの中でもプレミアムパターンとなる。